# Torneo Sudamericano de Clubes de Futsal 2000
Il Torneo Sudamericano de Clubes de Futsal 2000 è la 1ª edizione del torneo continentale riservato ai club di calcio a 5 vincitori nella precedente stagione del massimo campionato delle federazioni affiliate alla CONMEBOL. La competizione si è giocata dall'8 al 13 febbraio 2000.

## Squadre partecipanti
Tutte le nazioni schierano una o più squadre, per un totale di 5 squadre.

### Lista
I club sono stati ordinati in ordine alfabetico della federazione.

| Rank | Squadra       |
| ---- | ------------- |
| 1    | San Lorenzo   |
| 2    | Internacional |
| 3/H  | Vasco da Gama |
| 4    | Club Nacional |
| 5    | Nacional      |

Note
- (TH) Squadra campione in carica
- (H) – Squadra ospitante

### Formula
Le 5 squadre si affrontano in un girone unico. Le prime due accedono alla finale.

## Risultati

### Fase a gironi
| Squadra       | P.ti | G | V | N | P | GF | GS | DR  |
| ------------- | ---- | - | - | - | - | -- | -- | --- |
| Vasco da Gama | 12   | 4 | 4 | 0 | 0 | 40 | 7  | +33 |
| Internacional | 6    | 4 | 2 | 0 | 1 | 18 | 8  | +10 |
| San Lorenzo   | 3    | 4 | 1 | 0 | 1 | 9  | 12 | -3  |
| Club Nacional | 0    | 4 | 0 | 0 | 3 | 9  | 19 | -10 |
| Nacional      | 0    | 4 | 0 | 0 | 2 | 1  | 31 | -30 |

| Rio de Janeiro 8 febbraio 2000 | Club Nacional | 5 – 8 | San Lorenzo |  |

| Rio de Janeiro 8 febbraio 2000 | Vasco da Gama | 21 – 1 | Nacional |  |

| Rio de Janeiro 9 febbraio 2000 | Internacional | 4 – 3 | Club Nacional |  |

| Rio de Janeiro 9 febbraio 2000 | Vasco da Gama | 7 – 1 | San Lorenzo |  |

| Rio de Janeiro 10 febbraio 2000 | Nacional | 0 – 10 | Internacional |  |

| Rio de Janeiro 10 febbraio 2000 | Vasco da Gama | 7 – 1 | Club Nacional |  |

| Rio de Janeiro 11 febbraio 2000 | Club Nacional | ? – ? | Nacional |  |

| Rio de Janeiro 11 febbraio 2000 | Internacional | ? – ? | San Lorenzo |  |

| Rio de Janeiro 12 febbraio 2000 | San Lorenzo | ? – ? | Nacional |  |

| Rio de Janeiro 12 febbraio 2000 | Vasco da Gama | 5 – 4 | Internacional |  |

### Finale
| Rio de Janeiro 13 febbraio 2000 | Vasco da Gama | 5 – 6 | Internacional |  |